# Moḩarā
Moḩarā (persiska: مُحَرّا, مُهرِه, Moḩarrā, محرا) är en ort i Iran.   Den ligger i provinsen Hamadan, i den nordvästra delen av landet, 270 km sydväst om huvudstaden Teheran. Moḩarā ligger 1 874 meter över havet och antalet invånare är 120.
Terrängen runt Moḩarā är lite kuperad, och sluttar österut. Runt Moḩarā är det ganska tätbefolkat, med 104 invånare per kvadratkilometer. Närmaste större samhälle är Azandarīān, 17,2 km väster om Moḩarā. Trakten runt Moḩarā består i huvudsak av gräsmarker.